# Visconde de Azarujinha
Visconde de Azarujinha é um título nobiliárquico criado por D. Luís I de Portugal, por Decreto de 11 de Agosto de 1870, em favor de António Augusto Dias de Freitas, depois 1.º Conde de Azarujinha.
Titulares
1. António Augusto Dias de Freitas, 1.º Visconde e 1.º Conde de Azarujinha.